# Władysław Alojzy Strzembosz
Władysław Alojzy Strzembosz, franc. Ladislas de Damaiowice Strzembosz (ur. 23 czerwca 1875 w Warszawie, zm. 16 albo 18 lutego 1917 w Paryżu) – polski bibliotekarz, bibliograf i bibliofil, kolekcjoner rycin, publicysta, działacz emigracyjny.
Ukończył gimnazjum klasyczne w Warszawie, od 1895 był słuchaczem Uniwersytetu Moskiewskiego, gdzie zgłębiał nauki matematyczne. We wrześniu 1899 osiadł na stałe w Paryżu. Od 1901 pracował jako adiunkt w Bibliotece Polskiej w Paryżu, w której wprowadził nowy typ szafy bibliotecznej oraz propagował stosowanie systemu dziesiętnego w katalogach rzeczowych (sam opracował nowy katalog biblioteki). Z systemem dziesiętnym zapoznawał się w Międzynarodowym Instytucie Bibliografii w Brukseli w 1902. 
Pozostawał w konflikcie z dyrektorem Biblioteki Polskiej Władysławem Mickiewiczem; Mickiewicz zarzucał Strzemboszowi zbytnią troskę o prywatne interesy, Strzembosz krytykował ambicję i dumę dyrektora. W rezultacie ciągłych sporów Strzembosz wystarał się w Akademii Umiejętności w Krakowie o niezależne od Mickiewicza stanowisko kustosza (1912). Ogłaszał artykuły z bibliotekarstwa, m.in. Układ dziesiętny w bibliotekarstwie ("Książka", 1903, nr 5-6), Biblioteka Polska. Stacja Naukowa Polskiej Akademii Umiejętności w Krakowie ("Rocznik Towarzystwa Polskiego Literacko-Artystycznego", 1911/1912).
Był w gronie założycieli Towarzystwa Polskiego Literacko-Artystycznego w Paryżu, działał też w szeregu innych organizacji środowiska emigracyjnego (m.in. był skarbnikiem Instytucji "Czci i Chleba"). Zgromadził bogate zbiory biblioteczne, przekazane po jego śmierci przez wdowę częściowo Bibliotece Polskiej w Paryżu, częściowo Bibliotece Narodowej w Warszawie. 
Zmarł po długiej chorobie, pochowany został na cmentarzu Les Champeaux w Montmorency. Żoną Strzembosza była Maria Stanisława z Kraszewskich (zm. 4 listopada 1942 w Paryżu), artystka malarka, działaczka polskich organizacji emigracyjnych, również pochowana w Montmorency.